# Castleknock
Castleknock er en forstad til den irske hovedstad, Dublin. Castleknock ligger 8 km vest for det centrale Dublin og har 21.457 indbyggere (2006).

## Personer fra Castleknock
- Colin Farrell, skuespiller
- Eamonn Coghlan, tidligere olympisk atlet
- Amanda Byram, TV studievært
- Rock-gruppen Fight Like Apes
- Finansminister Brian Lenihan

53°22′31″N 6°21′21″V / 53.3752°N 6.3557°V